# Aこえ
『Aこえ』（エーこえ）は、インターネット配信業者AbemaTVがAbemaRADIOチャンネルにて配信するインターネットラジオ番組。2017年12月2日配信開始。2019年3月15日配信終了。

## 概要
毎週、声優が交代制でトークする完全オリジナルラジオ番組を配信している。
2018年5月4日からは番組リニューアルに伴い、第3週に配信していた『My Girl meets Aこえ』のみ番組継続となり、配信日が毎週金曜日に変更となった。

## 配信時間
2018年5月4日 - 2019年3月15日
- 本配信：毎週金曜日 21:30 - 23:00[3]

### 過去
2017年12月2日 - 2018年3月24日
- 本配信：毎週土曜日 21:00 - 23:00[1]
- 再配信：毎週土曜日 15:00 - 17:00

## パーソナリティ
- 五戸美樹（MC担当）[3]

### 過去
- 第1週 - 三森すずこ[1]、向清太朗（天津）[1]
- 第2週 - 桑原由気[4]
- 第3週 - 五戸美樹（My Girl meets Aこえ）[5]
- 第4週 - 花守ゆみり[6]
- 箱番組 - 鬼頭明里（Aこえミニ）[7]

## イベント
桑原由気のAこえ 公開録音
2017年12月30日、東京ビッグサイト（東京国際展示場）